# Peter Pelikan
Peter Pelikan (* 29. Oktober 1941 in St. Pölten, Niederösterreich) ist ein österreichischer Architekt, der vor allem durch seine Zusammenarbeit mit an baulicher Gestaltung interessierten Künstlern hervorgetreten ist.

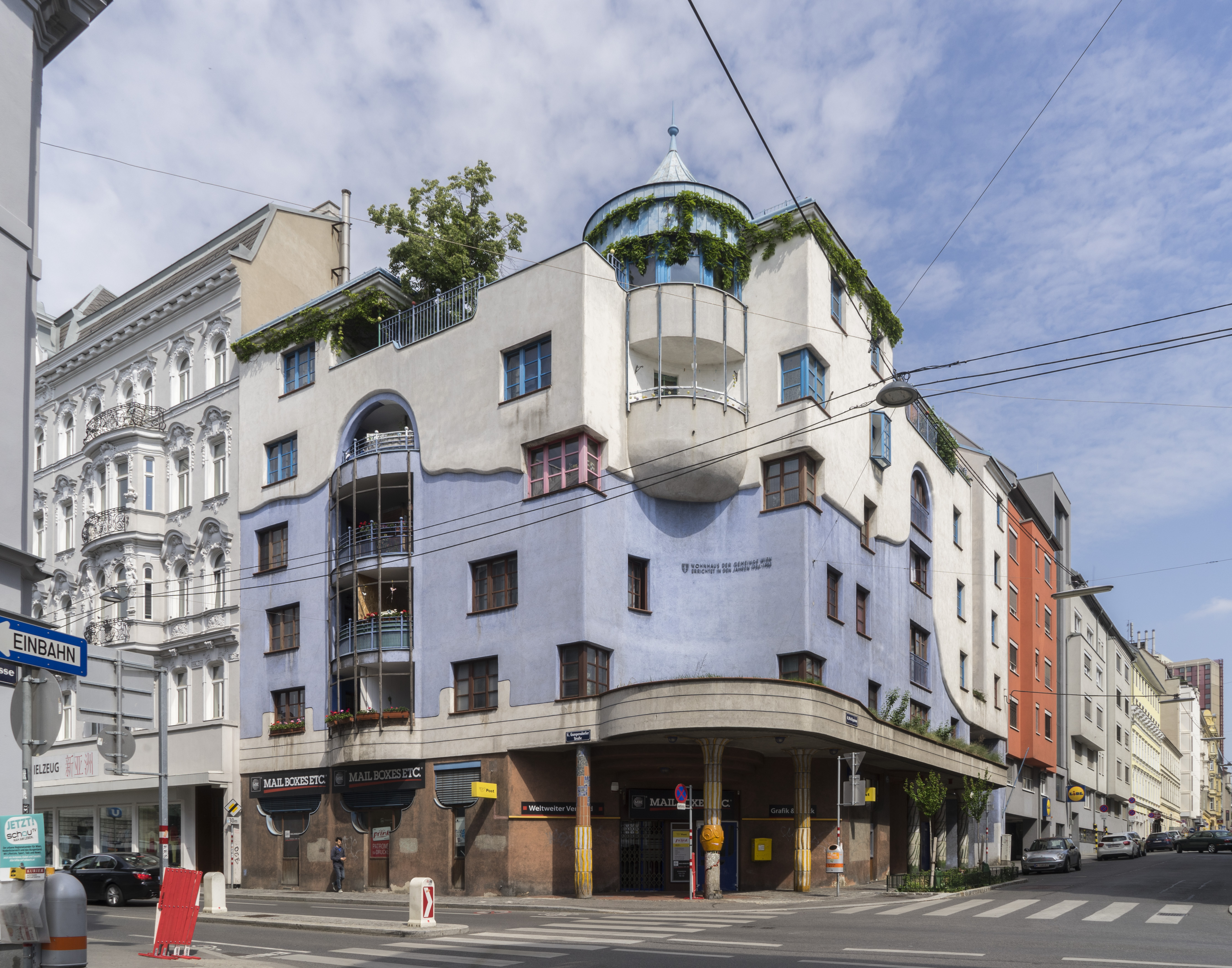
Ein Gemeindebau in Anlehnung an Hundertwasser, 1988

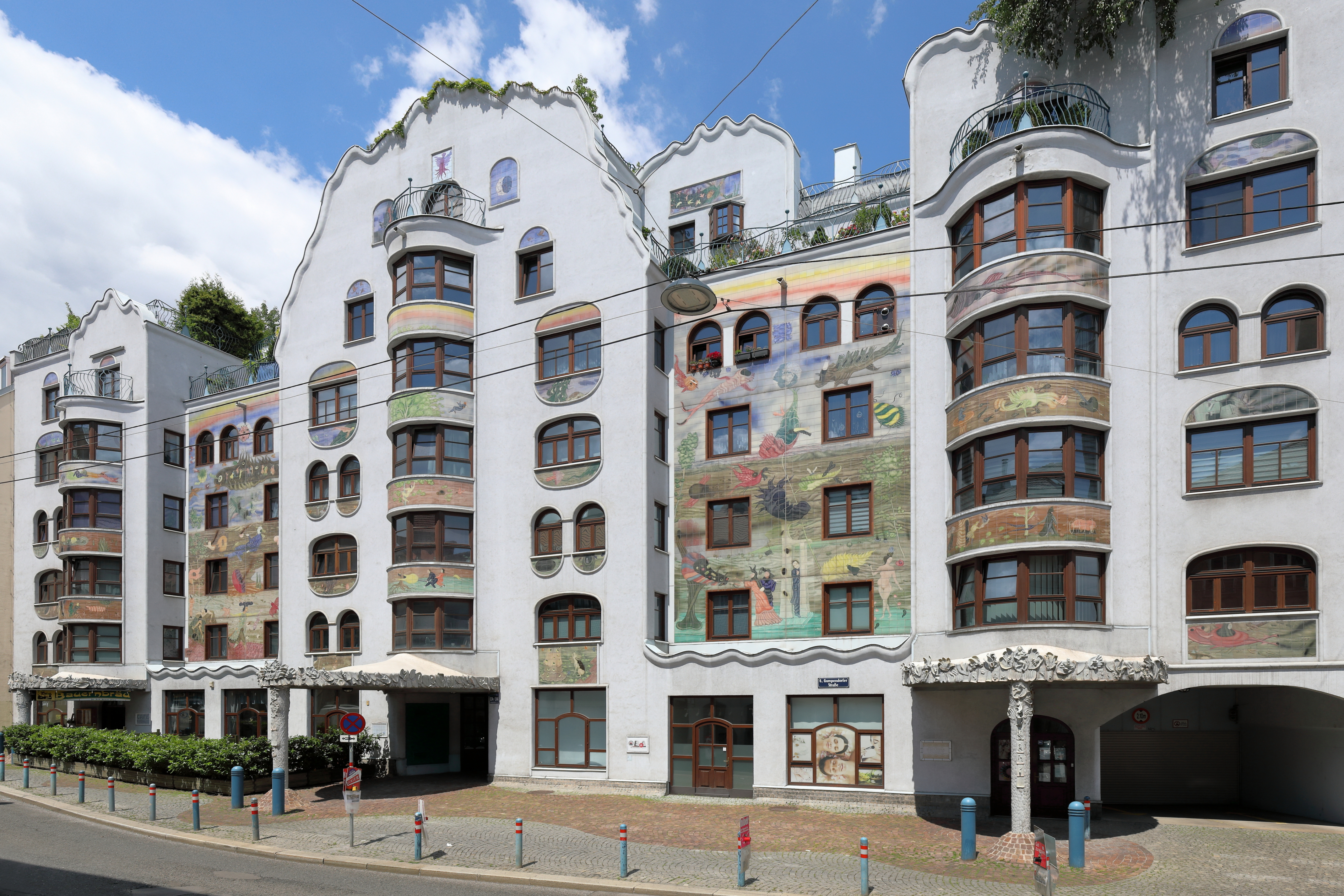
Das in Zusammenarbeit mit Arik Brauer entstandene Haus, 1994

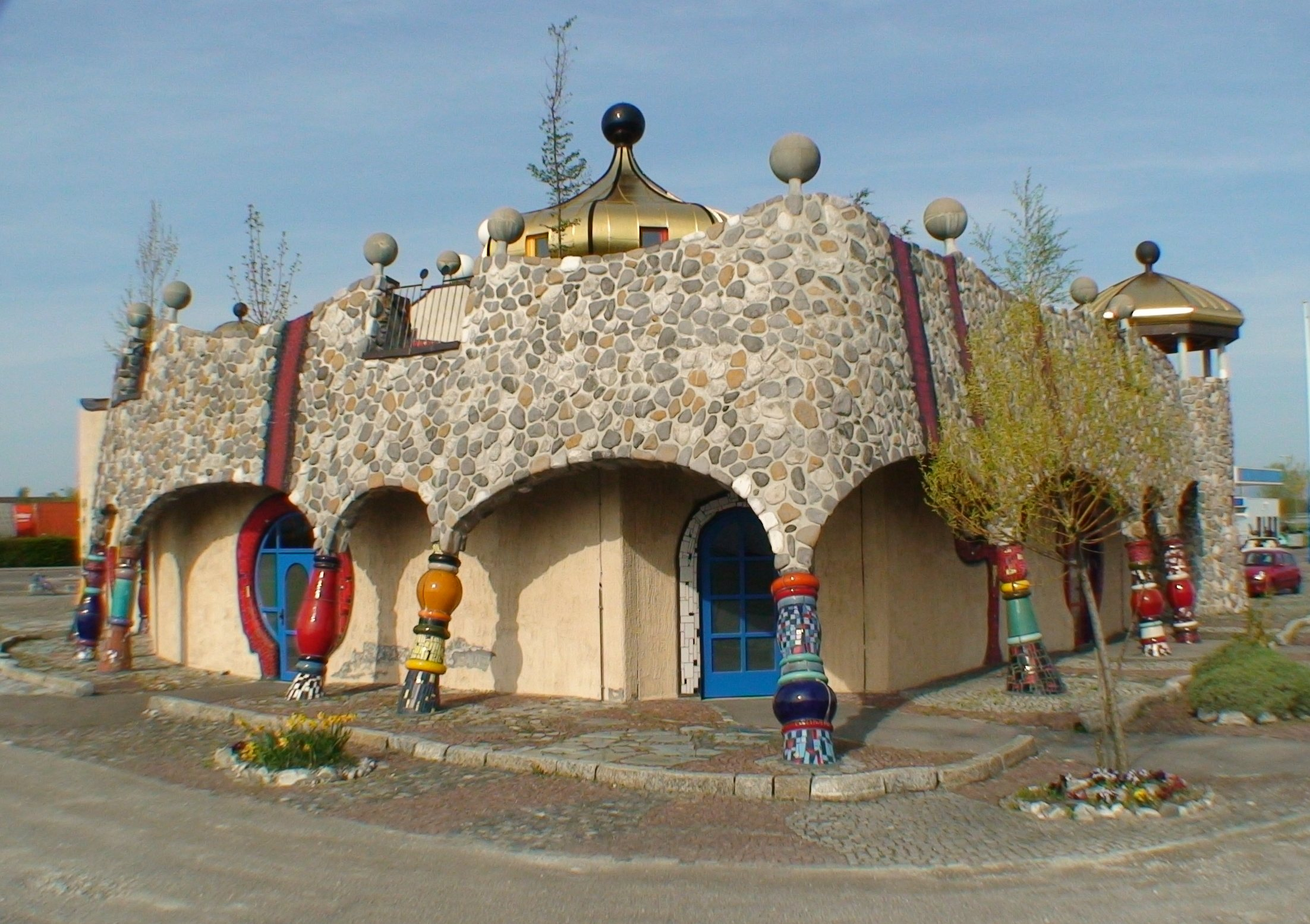
Markthalle Altenrhein zwischen Staad und Altenrhein in der Schweiz, 1999

## Leben und Werk
Pelikan studierte Architektur an der Technischen Hochschule, heute Technische Universität Wien, und schloss mit dem Titel Diplomingenieur ab. 1972 trat er in den Dienst der Stadt Wien und war in der Magistratsabteilung 19, Stadtgestaltung tätig. Seit 1980 widmete sich Pelikan der architektonischen Realisierung und Mitarbeit an Architekturprojekten von Friedensreich Hundertwasser, aber auch anderen unorthodoxen Bauvorhaben. Eines der bedeutendsten Projekte, an dessen Planung Pelikan seit 1981 beteiligt war, ist das Hundertwasserhaus in Wien.
Zu den mit Hundertwasser realisierten Projekten zählen unter anderem das Kunsthaus Wien (1989–91), das Thermendorf Rogner Bad Blumau (1990–97), die Umgestaltung des Autobahnrasthauses Bad Fischau (1989–90) und in Deutschland das Hundertwasserhaus in Bad Soden am Taunus (ab 1990), die Kindertagesstätte Heddernheim-Nord (bei Frankfurt am Main), die Grüne Zitadelle von Magdeburg (gemeinsam mit Heinz M. Springmann) und der „Kuchlbauer-Turm“ in Abensberg. Pelikan plante auch die Markthalle in Altenrhein SG in der Schweiz. Pelikans auf ideeller Übereinstimmung beruhende loyale und einfühlsame Zusammenarbeit mit Hundertwasser trug ihm dabei den spöttisch gemeinten Spitznamen Fünfzigwasser ein.
Pelikan arbeitete aber auch für andere Künstler mit neodekorativen „antirationalistischen“ Architekturauffassungen, etwa für Arik Brauer oder Gottfried Kumpf. Beispielsweise bot er Arik Brauer fachliche Unterstützung, als dieser 1991 beauftragt wurde, ein von der gemeinnützigen Wohnungsbaugenossenschaft Gesiba neu zu errichtendes Wohnhaus in der Wiener Gumpendorfer Straße künstlerisch zu gestalten. Das Arik-Brauer-Haus genannte Wohnhaus wurde am 22. April 1994 durch den Wiener Bürgermeister Helmut Zilk seiner Bestimmung übergeben.
Gottfried Kumpf half Pelikan 1991–1992 bei der Gestaltung und beim Bau einer Raststätte mit angeschlossenem Hotel an der österreichischen Ostautobahn A4 bei Göttlesbrunn.
In voller Eigenverantwortlichkeit nahm Pelikan unter anderem die Umgestaltung der Wohn- und Arbeitsstätte des letzten Schmiedes der niederösterreichischen Weinbaugemeinde Schönberg am Kamp zum Kultur- und Tourismuszentrum vor. Das dem Verfall preisgegebene Bauwerk wurde von der Gemeinde aufgekauft und revitalisiert.
2014 eröffnete das von ihm geplante KunstHausAbensberg, ein Projekt desselben Brauereibesitzers, für den er bereits – noch mit Hundertwasser – den Kuchlbauer-Turm baute.
Pelikans im weitesten Sinn der Postmoderne zuzuordnende ökologisch-dekorative Interventionen fanden ein in Fachkreisen eher kritisches, in Kreisen der Bevölkerung allerdings in der Regel positives Echo.